# Турковичі (Дубенський район)
Турко́вичі — село в Україні, у Тараканівській сільській громаді Дубенського району Рівненської області. Населення становить 389 осіб.

## Географія
Селом тече річка Повчанка, ліва притока річки Ікви.

## Історія
У 1906 році село Вербівської волості Дубенського повіту Волинської губернії. Відстань від повітового міста 10 верст, від волості 8. Дворів 49, мешканців 341.
7 (20) листопада 1917 року, відповідно до Третього Універсалу Української Центральної Ради, увійшло до складу Української Народної Республіки.
До 2020 року — підпорядковувалося Птицькій сільській раді. 
12 червня 2020 року, відповідно до розпорядження Кабінету Міністрів України № 722-р від «Про визначення адміністративних центрів та затвердження територій територіальних громад Рівненської області», увійшло до складу Тараканівської сільської громади.
19 липня 2020 року, в результаті адміністративно-територіальної реформи та ліквідації  Дубенського (1939—2020) району, село увійшло до складу новоутвореного Дубенського району.

## Населення

### Мова
Розподіл населення за рідною мовою за даними перепису 2001 року:
| Мова       | Кількість | Відсоток |
| ---------- | --------- | -------- |
| українська | 387       | 99.49%   |
| російська  | 2         | 0.51%    |
| Усього     | 389       | 100%     |

## Відомі люди
Народилися
- Власюков Яків Онисимович — червоноармієць Робітничо-селянської Червоної Армії, учасник німецько-радянської війни, Герой Радянського Союзу (1944).